# Zbigniew Wassermann

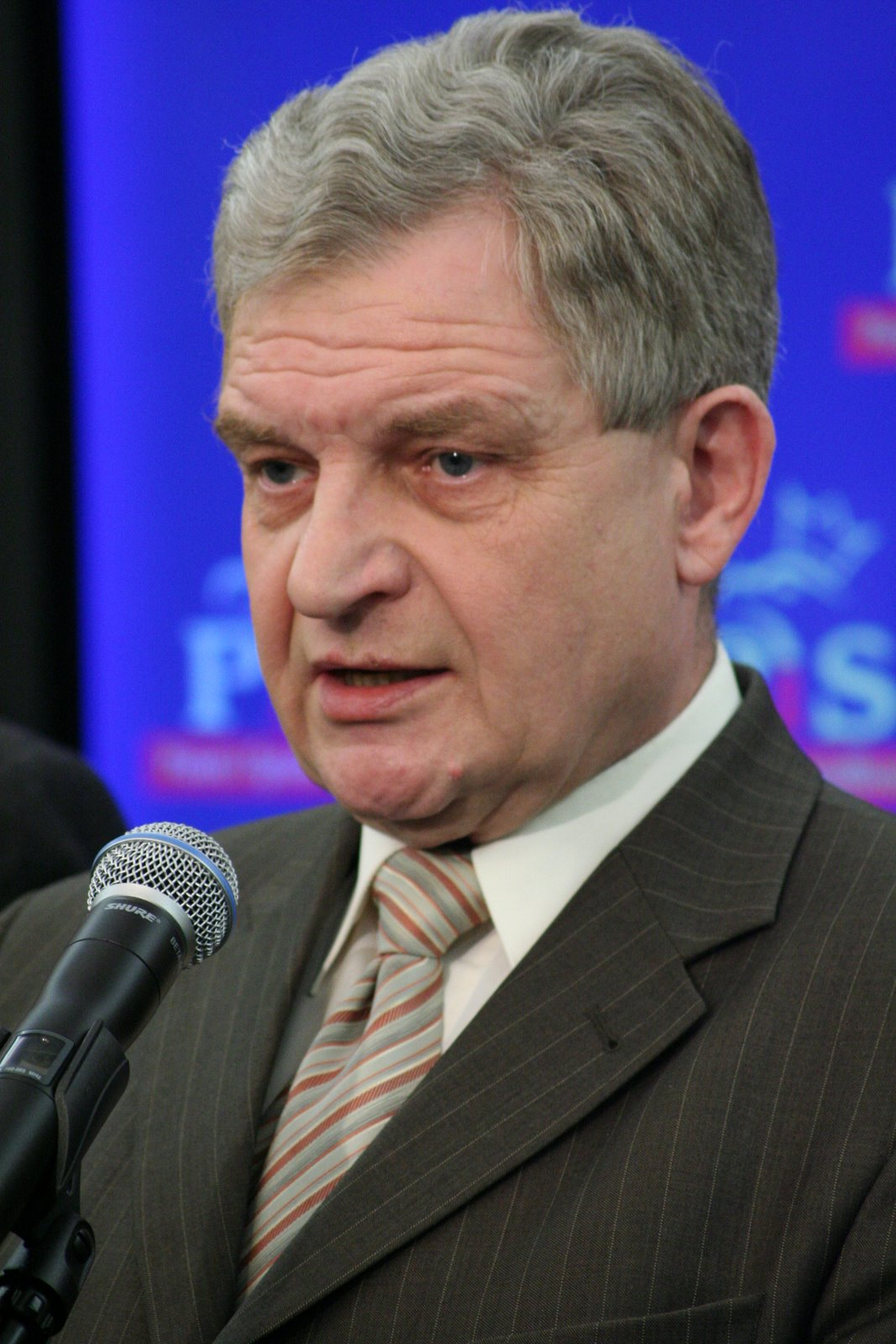
Zbigniew Wassermann in 2008

Zbigniew Franciszek Wassermann (Krakau, 17 september 1949 - Smolensk, 10 april 2010) was een Pools jurist en politicus.
Wassermanns politieke carrière begon relatief laat. Van huis uit was hij jurist: tussen 1972, het jaar waarin hij zijn rechtenstudie aan de Jagiellonische Universiteit van Krakau voltooide, en 2001 was hij vrijwel steeds werkzaam in het gerechtelijk apparaat als procureur. In 2000 werd hij door de toenmalige minister van Justitie, Lech Kaczyński, voorgedragen voor de functie van procureur-generaal, en hoewel hij door premier Jerzy Buzek niet officieel in die functie werd benoemd, bleef hij deze wel vervullen op een ad interim-basis.
Op 23 september 2001 werd Wassermann in de Sejm gekozen op de lijst van de Kaczyński's partij Recht en Rechtvaardigheid. Hij was onder meer voorzitter van de Commissie voor de Inlichtingendiensten en vicevoorzitter van de Commissie voor Justitie en Mensenrechten. Op 25 september 2005 werd hij opnieuw in de Sejm gekozen en op 31 oktober van dat jaar werd hij minister belast met de inlichtingendiensten in de regering van Kazimierz Marcinkiewicz. Deze functie bleef hij tot 16 november 2007 vervullen in de regering van Jarosław Kaczyński. Bij de verkiezingen van 2007 werd hij voor de derde maal in de Sejm gekozen.
Op 10 april 2010 kwam Wassermann, evenals zittend president Lech Kaczyński en vele andere Poolse prominenten, om het leven bij de vliegramp bij Smolensk. Oorspronkelijk was het plan geweest dat niet Wassermann, maar PiS-leider en oud-premier Jarosław Kaczyński met het vliegtuig mee zou gaan. Vlak voor het vertrek besloten de tweelingbroers echter dat een van hen beter bij hun zieke moeder kon blijven, en Wassermann werd op het laatste moment gevraagd zijn plaats in te nemen.